# Панебьянко, Антонио Мария
Антонио Мария Панебьянко (итал. Antonio Maria Panebianco; 13 августа 1808, Терранова, королевство Обеих Сицилий — 21 ноября 1885, Рим, королевство Италия) — итальянский куриальный кардинал, конвентуал. Префект Священной Конгрегации индульгенций и священных реликвий с 23 апреля 1863 по 17 января 1867. Великий пенитенциарий с 17 января 1867 по 15 октября 1877. Камерленго Священной Коллегии Кардиналов с 23 февраля 1872 по 21 марта 1873. Секретарь  Верховной Священной Конгрегации Римской и Вселенской Инквизиции с 30 марта 1882 по 25 января 1883. Кардинал-священник с 27 сентября 1861, с титулом церкви Сан-Джироламо-дельи-Скьявони с 30 сентября по 23 декабря 1861. Кардинал-священник с титулом церкви Санти-XII-Апостоли с 23 декабря 1861.

## Источник
- Информация Архивная копия от 5 сентября 2015 на Wayback Machine  (англ.)